# Гемосидероз
Гемосидероз — це форма розладу перевантаження тканин залізом, що призводить до накопичення гемосидерину.
Типи гемосидерозу включають:
- Трансфузійний гемосидероз[2]
- Ідіопатичний легеневий гемосидероз
- Трансфузійний діабет[3][4]

Органи-мішені:
- Легені: відкладення гемосидерину в легенях часто спостерігається після дифузного альвеолярного крововиливу, який виникає при таких захворюваннях, як синдром Гудпасчера, гранулематоз з поліангіїтом та ідіопатичний легеневий гемосидероз. Мітральний стеноз також може призвести до легеневого гемосидерозу.
- Печінка: відкладення гемосидерину в печінці є загальною ознакою гемохроматозу і є причиною печінкової недостатності.
- Підшлункова залоза: селективне відкладення заліза в бета-клітинах острівців підшлункової залози призводить до діабету[5][3] через розподіл рецептора трансферину на бета-клітинах острівців[4]
- Головний і спинний мозок: відкладення гемосидерину в мозку спостерігається після кровотечі з будь-якого джерела, включаючи хронічний субдуральний крововилив, церебральні артеріовенозні мальформації, кавернозні гемангіоми. Відкладення гемосидерину на поверхні головного та спинного мозку внаслідок хронічної кровотечі в субарахноїдальному просторі відоме як поверхневий сидероз.
- Шкіра: гемосидерин накопичується в шкірі і повільно видаляється після синців; гемосидерин може залишатися при деяких станах, таких як стазний дерматит. Відкладення заліза і в шкірі призводить до її гіперпігментації
- Нирки: гемосидерин у нирках пов'язаний із вираженим гемолізом і рідкісним захворюванням крові, що називається пароксизмальною нічною гемоглобінурією

При гемохроматозі гемосидерин накопичується по всьому тілу.
Гемосидерин може відкладатися при захворюваннях, пов'язаних з перевантаженням залізом. Як правило, при таких захворюваннях хронічна крововтрата потребує частого переливання крові, наприклад серпоподібноклітинна анемія та таласемія, хоча мала бета-таласемія була пов'язана з відкладенням гемосидерину в печінці у пацієнтів з неалкогольною жировою хворобою печінки незалежно від будь-яких переливань.
Перевантаження залізом виникає, коли споживання заліза збільшується протягом тривалого періоду часу через регулярне переливання цільної крові та еритроцитів або через підвищене всмоктування заліза через шлунково-кишковий тракт (ШКТ).
Обидва ці явища виникають при таласемії, причому терапія переливанням крові є основною причиною перевантаження залізом при великій таласемії, а підвищене всмоктування в ШКТ є більш важливим у пацієнтів з проміжною таласемією, яким нечасто роблять переливання.
Кожна одиниця крові містить близько 200 мг заліза. Після переливання 50 одиниць (у дітей раніше) розвивається сидероз із посиленням пігментації шкіри під дією світла та чутливістю до інфекції, уповільненням росту та затримкою статевого розвитку та статевого дозрівання. Рекомендована схема переливання еритроцитів для пацієнтів з β-таласемією становить 116—232 мг заліза на кг ваги на річній основі (0,32-0,64 мг/кг/день).
В організмі людини відсутній механізм виведення надлишку заліза. Накопичення заліза є токсичним для багатьох тканин, спричиняючи серцеву недостатність, цироз, рак печінки, затримку росту та ендокринні порушення. За відсутності регулярної хелатної терапії залізом швидкість навантаження заліза змінюється. Моніторинг перевантаження залізом при трансфузії необхідний для ефективного та безпечного хелатування заліза, адаптованого до конкретних потреб людини.
Феритин сироватки крові (SF) вимірюють принаймні кожні 3 місяці (наразі прийняте цільове значення становить від 500 до 1000 мг/л) також слід оцінювати разом із концентрацією заліза в печінці (LIC), оціненою за допомогою валідованої та стандартизованої методики МРТ, і вмістом заліза в міокарді, виміряним методами на основі МРТ за допомогою спеціального програмного забезпечення T2*.
Для моніторингу перевантаження залізом при трансфузії, функції інших органів і опосередкованого залізом ушкодження рекомендується спостерігати за пацієнтом щодо діабету, гіпотиреозу, гіпопаратиреозу та гіпогонадотропного гіпогонадизму.

## Діагностика

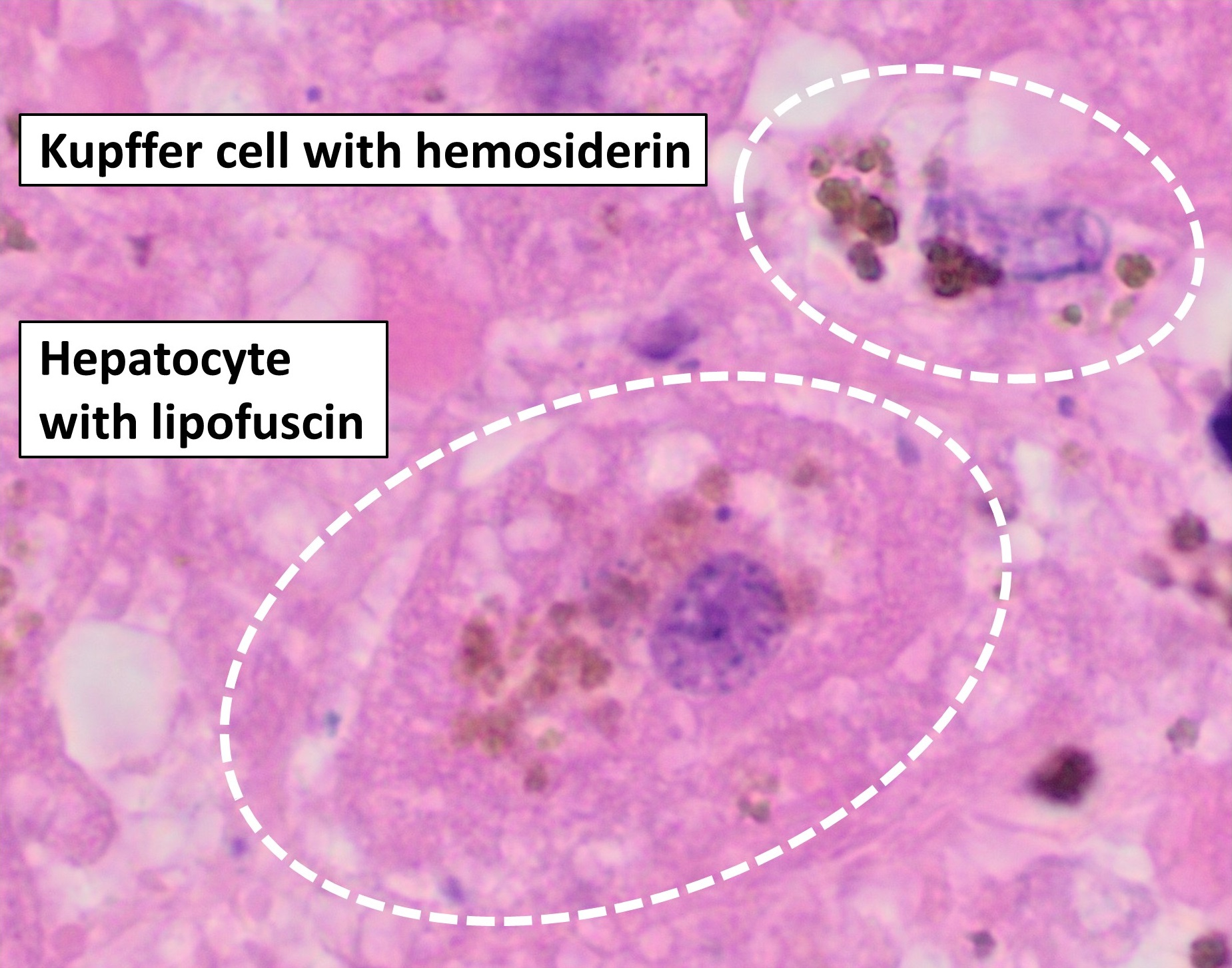
Гістопатологія печінки, яка показує клітини Купфера зі значним відкладенням гемосидерину (показано поруч із гепатоцитом з пігментом ліпофусцину, що є звичайною нормальною знахідкою). Пляма H&E.

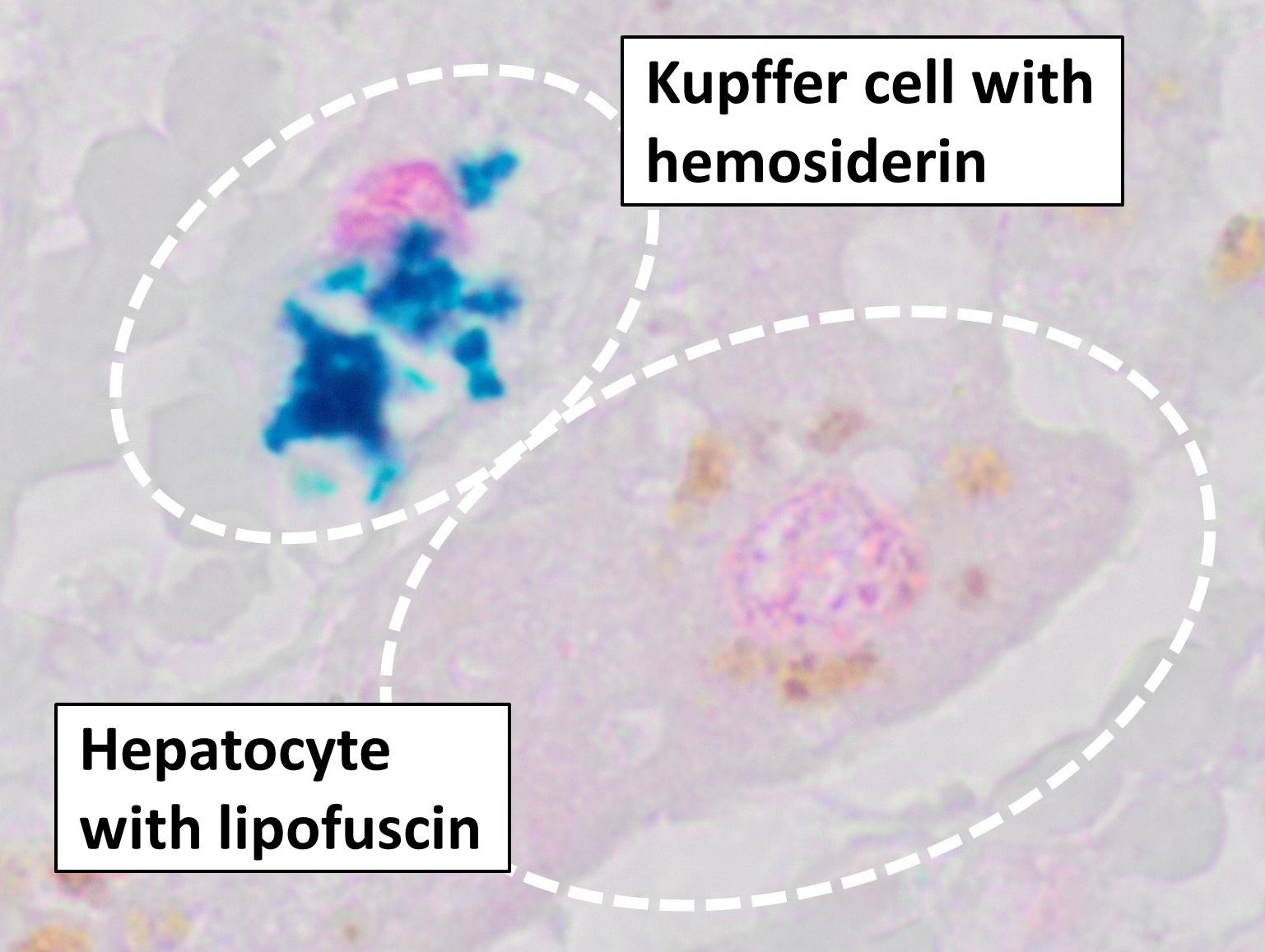
Фарбування заліза берлінською лазур'ю, виділення пігменту гемосидерину блакитним. Це вказує на мезенхімальне перевантаження залізом (у клітинах Купфера та/або портальних макрофагах), а не на паренхімальне перевантаження залізом (у гепатоцитах).

Існує кілька доступних методів діагностики та моніторингу гемосидерозу, зокрема:
- Феритин сироватки
- Біопсія печінки
- МРТ

Визначення сироваткового феритину є недорогим, доступним і малоінвазивним методом оцінки запасів заліза в організмі. Однак основна проблема використання його як індикатора гемосидерозу полягає в тому, що він може бути підвищений при низці інших захворювань, не пов'язаних з рівнем заліза, включаючи інфекції, запалення, гарячку, захворювання печінки, нирок і рак.
У той час як біопсія печінки забезпечує пряме вимірювання концентрації заліза в печінці, невеликий розмір зразка відносно розміру печінки може призвести до помилок вибірки, враховуючи неоднорідність концентрації заліза в печінці. Крім того, інвазивний характер біопсії печінки та пов'язані з нею ризики ускладнень (які можуть варіюватися від болю, кровотечі, перфорації жовчного міхура та інших захворювань до смерті приблизно в 1 із 10 000 випадків) не дозволяють використовувати її як регулярний інструмент моніторингу.
Магнітно-резонансна томографія (МРТ) стає альтернативним методом вимірювання вмісту заліза в печінці, оскільки вона є неінвазивною, безпечнішою та загалом дешевшою у виконанні, ніж біопсія печінки; не має проблем з мінливістю вибірки; і може використовуватися частіше, ніж виконання біопсії печінки.

## Лікування
Лікування гемосидерину спрямоване на обмеження ефектів основного захворювання, що призводить до тривалого відкладення заліза. При гемохроматозі це тягне за собою часту флеботомію, необхідне пригнічення імунітету. Обмеження переливань крові та застосування хелатної терапії при виявленні перевантаження залізом важливі при лікуванні серпоподібноклітинної анемії та інших хронічних гемолітичних анемій.
Цілі хелатної терапії включають (а) профілактичну терапію з метою мінімізації ризику виникнення ускладнень, опосередкованих залізом, (б) терапію порятунку для видалення накопиченого заліза та (в) невідкладну терапію, якщо розвивається серцева недостатність або якщо є тенденція до зниження функції лівого шлуночка, що вимагає госпіталізації з використанням безперервного внутрішньовенного введення десферіоксаміну (DFO), можливо, у поєднанні з деферипроном (DFP). Хелатна терапія спрямована на збалансування швидкості накопичення заліза при переливанні крові шляхом збільшення виведення заліза з сечею та фекаліями за допомогою хелаторів.
Наразі існує три ліцензованих хелатори заліза: DFO, DFP і деферасирокс (DFX). Посібник з лікування таласемії, залежної від переливання крові (TDT), виданий Міжнародною федерацією таласемії (публікація TIF № 23, 2017 р.), містить детальну інформацію про коригування дози та режиму хелатної терапії залізом, дотримання терапії та використання комбінованої терапії, а також моніторинг хелатної терапії в особливих обставинах, таких як вагітність, порушення функції нирок, і короткі рекомендації.